# Parafia Świętej Trójcy w Głogowie Małopolskim
Parafia Świętej Trójcy  w Głogowie Małopolskim – parafia rzymskokatolicka znajdująca się w diecezji rzeszowskiej, w dekanacie Głogów Małopolski.

## Historia
Kościół został ufundowany przez Mikołaja Spytka Ligęzę w 1606 roku i w tym samym roku erygowano parafię. Pierwszy drewniany kościół parafialny pw. Świętych Piotra i Pawła istniał tutaj zapewne jeszcze przed tą datą. 
W 1766 rozebrano kościół ufundowany przez Ligęzę, a za miastem został zbudowany w 1881 obecny kościół murowany, którego konsekracja miała miejsce w 1905. W 2010 roku kościół został przebudowany.

## Ołtarze
- Ołtarz główny – wizerunki Dobrego Pasterza, św. Piotra i św. Pawła[4]
- Ołtarz Najświętszego Serca Pana Jezusa[5]
- Ołtarz Objawienia Świętej Małgorzacie[6]
- Ołtarz Matki Boskiej Głogowskiej Uzdrowienie Chorych – cudowny obraz Matki Bożej Głogowskiej[6]
- Ołtarz Św. Antoniego[7] – wizerunki św. Mikołaja, św. Franciszka, św. Stanisława, św. Wojciecha, św. Jana Kantego[8]